# Ninski Stanovi
Ninski Stanovi – wieś w Chorwacji, w żupanii zadarskiej, w mieście Nin. W 2011 roku liczyła 358 mieszkańców.